# يهوياداع
يهوياداع (بالعبرية: יְהוֹיָדָע‏) Yəhōyāḏā، ومعناه في الكتاب المقدس العبري «يهوه يعلم»، كان قسًا بارزًا في مملكة يهوذا خلال عهود أخزيا (حكم تقريبًا 842-841 قبل الميلاد)، وعثليا (حكمت تقريبًا 841-835 قبل الميلاد)، ويوآش (حكم تقريبًا 836-796 قبل الميلاد). أصبح يهوياداع صهر الملك أخزيا نتيجة زواجه من الأميرة يهوشيبة. كان كل من يهوشيبة وأخزيا أبناء الملك يهورام ملك يهوذا (حكم من 849 إلى 842 قبل الميلاد). لقد توفى أخزيا بعد عام من توليه العرش الذي اغتصبته والدته عثليا التي أمرت بإعدام جميع أفراد العائلة المالكة.
أنقذ يهوشيبة ويهوياداع حفيد عثليا البالغ من العمر عام واحد، يوآش، من مذبحة عثليا. لقد أخفوا الوريث الوحيد الباقي للعرش داخل هيكل سليمان لست سنوات. كان يهوياداع فعالًا في تنظيم الانقلاب الذي أطاح وقتل عثليا.
بتوجيه من يهوياداع، تم التخلي عن عبادة بعل وتدمير مذبح ومعبد بعل. ويُشار إليه أيضًا على العهد الوطني الذي قطعه «بينه وبين جميع الناس، وبين الملك، ليكونوا شعب الرب» (2 Chronicles 23:16). عاش يهوياداع 130 عامًا ودُفن بشرف شديد بين ملوك مدينة داود. استشهد ابنه، زكريا يهوياداع، في وقت لاحق على يد الملك يوآش.

## كاهن أم كاهن أعظم؟
اسم يهوياداع لا يظهر في قائمة سلالة الصدوقيين في 1 Chronicles 5:30-40 (6: 4-15 في ترجمات أخرى).
يذكر يوسيفوس فلافيوس أن يهوياداع «كاهن أعظم في كتابه» عاديات اليهود «الكتاب رقم 9، الفصل رقم 7،» حيث كتب: «كيف حكمت عثليا على أورشليم لمدة خمس [ست] سنوات، عندما قتلها يهوياداع الكاهن الأعظم». ومع ذلك، فإن يوسيفوس لا يذكر يهوياداع في قائمته للكهنة (عاديات اليهود 10: 151-153).
وفقًا لسرد من القرون الوسطى من سدر أولام زوتا (804 م)، فقد كان يهوياداع كاهنًا أعظم.
يذكر سفر أخبار الأيام في 2 أخبار 24: 6 أن يهوياداع كان رئيس الكهنة، وهو مصطلح آخر للكاهن الأعظم.